# Doosan Haeundae We've the Zenith
Doosan Haeundae We've the Zenith es un complejo de tres rascacielos, de los cuales el más alto es un rascacielos superalto de 300 metros de altura y 80 plantas situado en Busán, Corea del Sur. La primera piedra fue puesta en diciembre de 2007, y la construcción se completó en 2011. Es la torre residencial más alta de Asia Oriental.
Es el segundo rascacielos más alto de Corea del Sur, por detrás del Northeast Asia Trade Tower.
Las torres que forman el complejo son:
- Doosan Haeundae We've the Zenith Tower A, de 80 plantas y 300 m de altura.
- Doosan Haeundae We've the Zenith Tower B, de 75 plantas y 282 m de altura.
- Doosan Haeundae We've the Zenith Tower C, de 70 plantas y 265 m de altura.